# Rafael Amador Flores
Rafael Amador Flores (Tlaxcala, 16 de noviembre de 1959-31 de julio de 2018) fue un jugador y entrenador de fútbol mexicano. 
Debutó en PUMAS de la UNAM y vistió la camiseta de diversos clubes, entre los que se encuentran el Puebla Fútbol Club. 
Jugó en la selección de fútbol de México que participó en la Copa Mundial de Fútbol de 1986 contra Alemania, Bulgaria e Irak. En el partido contra Bulgaria en Octavos de final es quien manda un largo servicio a Manuel Negrete, que marcaría el famoso gol de tijera. 
Fue director técnico de Pumas de la UNAM.

## Participaciones en Copas del Mundo
| Mundial                        | Sede   | Resultado        |
| ------------------------------ | ------ | ---------------- |
| Copa Mundial de Fútbol de 1986 | México | Cuartos de final |

## Palmarés

### Copas internacionales
| Título                           | Club       | País   | Año  |
| -------------------------------- | ---------- | ------ | ---- |
| Copa de Campeones de la Concacaf | Pumas UNAM | México | 1982 |